# Santa Eulàlia de Cruïlles
Santa Eulàlia de Cruïlles és una església del segle xvii situada a la vila de Cruïlles, al municipi de Cruïlles, Monells i Sant Sadurní de l'Heura (Baix Empordà) inclosa en l'Inventari del Patrimoni Arquitectònic de Catalunya.

## Descripció
És una església de dimensions grans, d'una nau amb capelles laterals i absis semicircular en la qual s'hi combinen elements d'un barroc classicitzant (frontis) amb les restants estructures que corresponen a la perduració molt tardana de formes romànico-gòtiques dins l'arquitectura religiosa popular del país.
Al frontis hi ha una portada amb llinda motllurada en la qual hi ha una creu d'aspa (referència al martiri de la patrona) i la data 1754; al damunt una fornícula ara sense imatge i més amunt un rosetó. La nau és coberta amb volta apuntada i seguida; l'arc presbiteral és de punt rodó i l'absis es cobreix amb quart d'esfera. Les capelles laterals (tres per costat) tenen voltes rebaixades. Tot l'interior i la façana són arrebossats. A l'absis hi ha una finestra de doble biaix, però desplaçada al sud La construcció és de grans rebles i pedres desbastades. Al nord-oest es dreça un alt campanar quadrat amb arcades apuntades, construït amb carreuada, de calcària.

## Història
Aquesta església ja existia l'any 1035, ja que s'esmenta en el testament, d'aquesta data, de Gilabert que és el, molt probable, primer antecessor conegut del llinatge feudal dels Cruïlles -Cruïlles de Peratallada a partir de la meitat del segle xiii- que foren senyors i prengueren el nom d'aquest lloc.
L'església de "Sancte Eulalie de Crudilias" fou consagrada l'any 1062 pel bisbe de Girona Berenguer Guifre. L'any 1144, en temps del bisbe Berenguer de Lers, passà a dependre del proper monestir benedictí de Sant Miquel de Cruïlles.
Al Museu d'Art de Girona, a la sala 8, de pintura gòtica, s'hi exposa el retaule de Sant Bartomeu -pintura sobre taula- del segle xv, procedent de la parroquial de Santa Eulàlia de Cruïlles.